# Edith Hannam
Edith Margaret Hannam (* als Edith Boucher 28. November 1878 in Bristol; † 16. Januar 1951 in Kensington) war eine englische Tennisspielerin und zweifache Olympiasiegerin.

## Biografie
Hannam kam aus einer prominenten Familie in Gloucestershire. Ihre vier Brüder waren ebenfalls bekannte Sportler der Gegend. Im Jahre 1909 gewann sie das Einzel und den Mixedwettbewerb in Cincinnati. Im Mai 1909 heiratete Edith Boucher Francis Hannam und nahm dessen Namen an. Nach der Heirat gab sie Tennis für eine Weile auf, um mit ihrem Ehemann nach Kanada umzusiedeln, wo dieser dem Geschäft des Holzhandels nachging. 1911 kehrte die Familie zurück nach England.
Bei den Olympischen Sommerspielen 1912 in Stockholm war Hannam die erfolgreichste Athletin im Tennis. Sie gewann die Goldmedaille in beiden Wettbewerben der Halle. Im Einzel schlug sie im Finale die Dänin Sofie Castenschiold in zwei Sätzen. Im Mixed gewann sie mit ihrem Partner Charles Dixon ebenfalls. Sie trafen dabei auf das britische Duo Helen Aitchison/Herbert Roper Barrett und setzten sich in drei Sätzen durch. Die Rasenwettbewerbe der Spiele fanden später im Jahr und zeitgleich mit Wimbledon statt, weswegen die englischen Spielerinnen sich meist für die Teilnahme an letzterem entschieden. Ihre erste Teilnahme an den Wimbledon Championships hatte Hannam 1908. Ihr erfolgreichstes Abschneiden dabei war das Finale im Einzel 1911 sowie das Doppel-Finale 1914 mit Ethel Thomson Larcombe. Im Mixed stand sie im selben Jahr im Halbfinale.
Ihr Ehemann starb 1916 als Captain im 1. Weltkrieg. Edith Hannam selbst starb 1951 in Kensington.